# Liste von Kirchengebäuden in der Region Brüssel-Hauptstadt
Die Liste von Kirchengebäuden in der Region Brüssel-Hauptstadt listet nach Konfessionen unterteilt Kirchengebäude in der belgischen Hauptstadtregion Brüssel auf. Da die umliegenden Gemeinden politisch selbstständig und nicht als Stadtteile nach Brüssel eingemeindet wurden, dehnt sich diese Liste über das eigentliche Stadtgebiet hinaus auf die gesamte Region Brüssel-Hauptstadt aus. Brüssel ist wie der Rest Belgiens traditionell stark römisch-katholisch geprägt.

## Römisch-katholische Kirchen und Kapellen
| Stadt / Gemeinde                            | Äußeres | Inneres | Name | Bauzeit     | Anmerkungen / Baustil                                                                                     |
| ------------------------------------------- | ------- | ------- | --- | ----------- | --- |
| Brüssel                                     |         |         | Kathedrale St. Michael und St. Gudula (Standort)                                                                              | 13.–15. Jh. | Gotische Konkathedrale des Erzbistums Mecheln-Brüssel                                                     |
| Brüssel                                     |         |         | Sainte-Catherine (Standort)                                                                                                   | 1854–1874   | Eklektizistische Stadtpfarrkirche.                                                                        |
| Brüssel                                     |         |         | Saint-Nicolas (Standort) | 1367/1659   | Eklektizistische Stadtpfarrkirche.                                                                        |
| Brüssel                                     |         |         | Saint-Jean-Baptiste-au-Béguinage (Standort)                                                                                   | 1647        | Barocke Stadtpfarrkirche.                                                                                 |
| Brüssel                                     |         |         | Notre-Dame-du-Finistère (Standort)                                                                                            | 18. Jh.     | Barocke Stadtpfarrkirche.                                                                                 |
| Brüssel                                     |         |         | Notre-Dame-aux-Riches-Claires (Standort)                                                                                      | 1670        | Barocke Stadtpfarrkirche.                                                                                 |
| Brüssel                                     |         |         | Notre-Dame-du-Bon-Sécours (Standort)                                                                                          | 1664–1694   | Barocke Stadtpfarrkirche.                                                                                 |
| Brüssel                                     |         |         | Notre-Dame-de-la-Chapelle (Standort)                                                                                          | 13. Jh.     | Gotische Kirche                                                                                           |
| Brüssel                                     |         |         | Notre-Dame-du-Sablon (Standort)                                                                                               | 15. Jh.     | Spätgotische Basilika                                                                                     |
| Brüssel                                     |         |         | Notre-Dame-Immaculée (Standort)                                                                                               | 1854        | Neoromanisches Kirchengebäude                                                                             |
| Brüssel                                     |         |         | Saint-Jaques-sur-Coudenberg (Standort)                                                                                        | 1776–1849   | Klassizistische Kirche im Schlossviertel von Brüssel                                                      |
| Brüssel                                     |         |         | Saints-Jean-et-Étienne-aux-Minimes (Standort)                                                                                 | 18. Jh.     | Klassizistische Pfarrkirche                                                                               |
| Brüssel                                     |         |         | Saint-Antoine-de-Padoue (Standort)                                                                                            | 1868        | Neugotische Franziskanerklosterkirche                                                                     |
| Brüssel                                     |         |         | Sainte-Marie-Madelaine (Standort)                                                                                             | 15. Jh.     | Spätgotisches Kirchengebäude                                                                              |
| Brüssel                                     |         |         | Kerk aan de Pletinckxstraat (Standort)                                                                                        | 1918        | Neuromanische Hinterhofkirche, urspr. Kirche der Deutschen Mission                                        |
| Brüssel                                     |         |         | Saint-Roch (Standort) | 1995        | Jüngstes Kirchengebäude der Stadt                                                                         |
| Brüssel-Europaviertel                       |         |         | Saint-Joseph (Standort) | 1849        | |
| Brüssel-Europaviertel                       |         |         | Saint-Sacrement (Standort) | 1867        | Neugotische Kirche                                                                                        |
| Brüssel-Europaviertel                       |         |         | Chapelle de la Résurrection (Standort)                                                                                        | 1907/2001   | |
| Brüssel-Europaviertel                       |         |         | Sacré-Cœur (Standort) | 1956        | |
| Brüssel-Europaviertel                       |         |         | Saint-Dominique (Standort) | 1904–1906   | Neugotische Dominikanerkirche                                                                             |
| Brüssel-Laeken/Laken                        |         |         | Alte Kirche Notre-Dame (Standort)                                                                                             | 13. Jh.     | |
| Brüssel-Laeken/Laken                        |         |         | Notre-Dame (Standort) | 1854–1872   | Neugotische Basilika. Größtes neugotisches Bauwerk in Belgien und Grabstätte der belgischen Königsfamilie |
| Brüssel-Laeken/Laken                        |         |         | Saint-Lambert (Standort) | 1907        | Neugotische Pfarrkirche                                                                                   |
| Brüssel-Laeken/Laken                        |         |         | Christ-Roi (Standort) | 1982        | |
| Brüssel-Neder-Over-Heembeek                 |         |         | Saint-Nicolas (Standort) | 1743        | |
| Brüssel-Neder-Over-Heembeek                 |         |         | Saints-Pierre-et-Paul (Standort)                                                                                              | 1935        | Kirchengebäude im Stil des Art déco                                                                       |
| Brüssel-Haren                               |         |         | Sainte-Élisabeth (Standort)                                                                                                   | 14.–16. Jh. | |
| Anderlecht                                  |         |         | Notre-Dame-Immaculée (Standort)                                                                                               | 1856–1900   | Neugotische Stadtpfarrkirche                                                                              |
| Anderlecht                                  |         |         | Saint-François-Xavier (Standort)                                                                                              | 1912–1915   | Neugotische Stadtpfarrkirche                                                                              |
| Anderlecht                                  |         |         | Saints-Pierre-et-Guidon (Standort)                                                                                            | 1350–1527   | Gotische Stiftskirche                                                                                     |
| Anderlecht                                  |         |         | Saint-Vincent-de-Paul (Standort)                                                                                              | 1937        | Pfarrkirche im Stil des Art déco.                                                                         |
| Anderlecht                                  |         |         | Notre-Dame-du-Sacré-Cœur (Standort)                                                                                           | 1935        | Kirchengebäude im Stil des Art déco                                                                       |
| Anderlecht                                  |         |         | Saint-Joseph (Standort) | 1939        | Pfarrkirche im Stil des Art déco.                                                                         |
| Anderlecht                                  |         |         | Notre-Dame-de-l'Assomption (Standort)                                                                                         | 1956        | |
| Anderlecht                                  |         |         | Saint-Luc (Standort) | 1961        | |
| Anderlecht                                  |         |         | Saint-Esprit (Standort) | 1966        | |
| Anderlecht                                  |         |         | Saint-Gérard-Majella (Standort)                                                                                               |             | Kirche der kanadischen Gemeinde.                                                                          |
| Auderghem/Oudergem                          |         |         | Sainte-Anne (Standort) | 1843        | |
| Auderghem/Oudergem                          |         |         | Chapelle Sainte-Anne (Standort)                                                                                               | 11. Jh.     | |
| Auderghem/Oudergem                          |         |         | Saint-Julien (Standort) | 1965        | |
| Auderghem/Oudergem                          |         |         | Notre-Dame du Blankedelle (Standort)                                                                                          | 1970        | |
| Auderghem/Oudergem                          |         |         | Saint-Marcellin-Champagnat (Standort)                                                                                         | 19. Jh.     | Neugotische Kapelle                                                                                       |
| Berchem-Sainte-Agathe/Sint-Agatha-Berchem   |         |         | Alte Kirche Sainte-Agathe (Standort)                                                                                          | 13. Jh.     | |
| Berchem-Sainte-Agathe/Sint-Agatha-Berchem   |         |         | Neue Kirche Sainte-Agathe (Standort)                                                                                          | 1938        | |
| Etterbeek                                   |         |         | Saint-Antoine-de-Padoue (Standort)                                                                                            | 1906        | Neugotische Stadtpfarrkirche                                                                              |
| Etterbeek                                   |         |         | Saint-Jean-Berchmans (Standort)                                                                                               | 1912        | Neuromanische Jesuitenkirche                                                                              |
| Etterbeek                                   |         |         | Notre-Dame-du-Sacré-Cœur (Standort)                                                                                           | 1928        | |
| Evere                                       |         |         | Saint-Joseph (Standort) | 1906        | Neugotische Pfarrkirche aus Backstein                                                                     |
| Evere                                       |         |         | Saint-Vincent (Standort) | 1866        | |
| Evere                                       |         |         | Saint-Joseph (Standort) | 1906        | Neugotische Pfarrkirche aus Backstein                                                                     |
| Evere                                       |         |         | Notre-Dame-Immaculée (Standort)                                                                                               | 1933        | |
| Forest/Vorst                                |         |         | Saint-Dionysius (Standort) | 13.–16. Jh. | Gotisches Kirchengebäude.                                                                                 |
| Forest/Vorst                                |         |         | Sanctuaire de l'Enfant-Jésus (Standort)                                                                                       | 1907        | Neugotische Klosterkirche der Barnabiten                                                                  |
| Forest/Vorst                                |         |         | Saint-Augustin (Standort) | 1936        | Kirchengebäude im Stil des Art déco                                                                       |
| Forest/Vorst                                |         |         | Sainte-Marie-Mère-de-Dieu (Standort)                                                                                          | 1948        | Kirchengebäude im Stil des Art déco                                                                       |
| Forest/Vorst                                |         |         | Saint-Pie-X. (Standort) | 1967        | |
| Ganshoren                                   |         |         | Saint-Martin (Standort) | 1970        | |
| Ganshoren                                   |         |         | Sainte-Cécile (Standort) | 1965        | |
| Ixelles/Elsene                              |         |         | Saint-Boniface (Standort) | 1846        | Neugotische Stadtpfarrkirche                                                                              |
| Ixelles/Elsene                              |         |         | Sainte-Croix (Standort) | 1859–1865   | Neugotische Stadtpfarrkirche                                                                              |
| Ixelles/Elsene                              |         |         | Saint-Sacrement (Standort) | 1869–1874   | Neugotische Klosterkirche                                                                                 |
| Ixelles/Elsene                              |         |         | Notre-Dame-de-la-Cambre (Standort)                                                                                            | 13. Jh.     | Ehemalige Abteikirche der Zisterzienserinnen                                                              |
| Ixelles/Elsene                              |         |         | Église du couvent des Pères Carmes (Standort)                                                                                 | 1861–1875   | Neugotisches Kirchengebäude                                                                               |
| Ixelles/Elsene                              |         |         | Sainte-Trinité (Standort) | 1907        | |
| Ixelles/Elsene                              |         |         | Notre-Dame-de-l'Annonciation (Standort)                                                                                       | 1934        | |
| Ixelles/Elsene                              |         |         | Saint-Adrien (Standort) | 1941        | |
| Ixelles/Elsene                              |         |         | Saint-Philippe-Néri (Standort)                                                                                                | 1911        | |
| Jette                                       |         |         | Saint-Pierre (Standort) | 1878–1880   | Neugotisches Kirchengebäude                                                                               |
| Jette                                       |         |         | Sainte-Madeleine (Standort)                                                                                                   | 1903        | Neugotisches Kirchengebäude                                                                               |
| Jette                                       |         |         | Notre-Dame-de-Lourdes (Standort)                                                                                              | 1948        | |
| Jette                                       |         |         | Sainte-Claire (Standort) | 1967        | |
| Koekelberg                                  |         |         | Nationalbasilika des Heiligsten Herzens / Basilique nationale du Sacré-Cœur / Nationalbasiliek van het Heilig Hart (Standort) | 1905–1970   | Nationalkirche und größte Kirche Belgiens; Kirchengebäude im Stil des Art déco                            |
| Koekelberg                                  |         |         | Sainte-Anne (Standort) | 1990        | |
| Molenbeek-Saint-Jean/Sint-Jans-Molenbeek    |         |         | Saint-Jean-Baptiste (Standort)                                                                                                | 1932        | Stadtpfarrkirche im Stil des Art déco.                                                                    |
| Molenbeek-Saint-Jean/Sint-Jans-Molenbeek    |         |         | Saint-Rémi (Standort) | 1907        | Neugotische Stadtpfarrkirche                                                                              |
| Molenbeek-Saint-Jean/Sint-Jans-Molenbeek    |         |         | Sainte-Barbe (Standort) | 1869        | Neugotische Pfarrkirche                                                                                   |
| Molenbeek-Saint-Jean/Sint-Jans-Molenbeek    |         |         | Saint-Charles-Borromée (Standort)                                                                                             |             | |
| Saint-Gilles/Sint-Gillis                    |         |         | Saint-Gilles (Standort) | 1878        | Eklektizistische Stadtpfarrkirche                                                                         |
| Saint-Gilles/Sint-Gillis                    |         |         | Sainte-Alène (Standort) | 1938–1972   | |
| Saint-Josse-ten-Noode/Sint-Joost-ten-Node   |         |         | Saint-Josse (Standort) | 1865        | |
| Saint-Josse-ten-Noode/Sint-Joost-ten-Node   |         |         | Église du Gesù (Standort) | 1939        | Neugotisches Kirchengebäude mit Kirchturm im Stil des Art déco                                            |
| Schaerbeek/Schaarbeek                       |         |         | Sainte-Marie (Standort) | 1853        | Neoromanisch-byzantinische königliche Kirche                                                              |
| Schaerbeek/Schaarbeek                       |         |         | Saint-Servais (Standort) | 1871        | Neugotische Stadtpfarrkirche mit bedeutender Klais-Orgel von 1954                                         |
| Schaerbeek/Schaarbeek                       |         |         | Saints-Jean-et-Nicolas (Standort)                                                                                             | 1905        | |
| Schaerbeek/Schaarbeek                       |         |         | Sainte-Élisabeth (Standort)                                                                                                   | 1916        | Neugotische Pfarrkirche                                                                                   |
| Schaerbeek/Schaarbeek                       |         |         | Sainte-Suzanne (Standort) | 1925        | Kirchengebäude im Stil des Art déco                                                                       |
| Schaerbeek/Schaarbeek                       |         |         | Sainte-Famille (Standort) | 1890–1930   | Kirchengebäude des Art déco                                                                               |
| Schaerbeek/Schaarbeek                       |         |         | Saint-Albert (Standort) | 1931        | |
| Schaerbeek/Schaarbeek                       |         |         | Sainte-Thérèse d'Avila (Standort)                                                                                             | 1932        | Kirchengebäude des Art déco                                                                               |
| Schaerbeek/Schaarbeek                       |         |         | Église du Divin Sauveur (Standort)                                                                                            | 1935–1963   | Kirchengebäude des Art déco                                                                               |
| Schaerbeek/Schaarbeek                       |         |         | Sainte-Alice (Standort) | 1954        | Kirchengebäude des Art déco                                                                               |
| Schaerbeek/Schaarbeek                       |         |         | Église de l'Épiphanie (Standort)                                                                                              | 1984        | |
| Schaerbeek/Schaarbeek                       |         |         | Saint-François-d'Assise (Standort)                                                                                            | 1871        | Neugotisches Kirchengebäude                                                                               |
| Uccle/Ukkel                                 |         |         | Saint-Pierre (Standort) | 1782        | Barockes Kirchengebäude                                                                                   |
| Uccle/Ukkel                                 |         |         | Saint-Job (Standort) | 1913        | Neuromanische Pfarrkirche                                                                                 |
| Uccle/Ukkel                                 |         |         | Sainte-Anne (Standort) | 1912        | Neuromanische Pfarrkirche                                                                                 |
| Uccle/Ukkel                                 |         |         | Notre-Dame-du-Rosaire (Standort)                                                                                              | 1938        | |
| Uccle/Ukkel                                 |         |         | Saint-Joseph (Standort) | 1949        | |
| Uccle/Ukkel                                 |         |         | Église du Précieux-Sang (Standort)                                                                                            | 1950        | |
| Uccle/Ukkel                                 |         |         | Saint-Marc (Standort) | 1968        | |
| Watermael-Boitsfort/Watermaal-Bosvoorde     |         |         | Saint-Clément (Standort) | 11./15. Jh. | Romanische Dorfkirche                                                                                     |
| Watermael-Boitsfort/Watermaal-Bosvoorde     |         |         | Sainte-Croix de la Futaie (Standort)                                                                                          |             | |
| Watermael-Boitsfort/Watermaal-Bosvoorde     |         |         | Saint-Hubert (Standort) | 1939        | Neugotisches Kirchengebäude; 2010 geschlossen.                                                            |
| Watermael-Boitsfort/Watermaal-Bosvoorde     |         |         | Couvent des Soeurs de l'Eucharistie (Standort)                                                                                | 1884        | Neugotisches Kirchengebäude                                                                               |
| Woluwe-Saint-Lambert/Sint-Lambrechts-Woluwe |         |         | Saint-Lambert (Standort) | 1863        | Neuromanisches Kirchengebäude                                                                             |
| Woluwe-Saint-Lambert/Sint-Lambrechts-Woluwe |         |         | Saint-Henri (Standort) | 1908        | |
| Woluwe-Saint-Lambert/Sint-Lambrechts-Woluwe |         |         | Sainte-Famille (Standort) | ~ 1930      | |
| Woluwe-Saint-Lambert/Sint-Lambrechts-Woluwe |         |         | Notre-Dame-de-l'Assomption (Standort)                                                                                         | ~ 1930      | |
| Woluwe-Saint-Pierre/Sint-Pieters-Woluwe     |         |         | Saint-Pierre (Standort) | 1936        | |
| Woluwe-Saint-Pierre/Sint-Pieters-Woluwe     |         |         | Notre-Dame-des-Grâces (Standort)                                                                                              | 1949        | |
| Woluwe-Saint-Pierre/Sint-Pieters-Woluwe     |         |         | Sainte-Alix (Standort) | 1935        | |
| Woluwe-Saint-Pierre/Sint-Pieters-Woluwe     |         |         | Notre-Dame-de-Stockel (Standort)                                                                                              | 1962        | |

## Protestantische Kirchen
| Stadt / Gemeinde                        | Bild | Inneres | Name                                              | Bauzeit | Anmerkungen / Baustil                                       |
| --------------------------------------- | ---- | ------- | ------------------------------------------------- | ------- | ----------------------------------------------------------- |
| Brüssel                                 |      |         | Protestantse Kerk (Standort)                      | 1970    |                                                             |
| Brüssel                                 |      |         | Église Protestante Bruxelles Botanique (Standort) | 1974    |                                                             |
| Ixelles/Elsene                          |      |         | Saint-Andrew's (Standort)                         | 1925    | Kirche der schottischen Gemeinde.                           |
| Watermael-Boitsfort/Watermaal-Bosvoorde |      |         | Église Protestante de Boitsfort (Standort)        |         |                                                             |
| Woluwe-Saint-Pierre/Sint-Pieters-Woluwe |      |         | Emmauskirche (Standort)                           |         | Kirchengebäude der deutschsprachigen evangelischen Gemeinde |

## Weitere Kirchengebäude
| Stadt / Gemeinde                         | Äußeres | Inneres | Name                                                         | Konfession                  | Bauzeit    | Anmerkungen / Baustil                                 |
| ---------------------------------------- | ------- | ------- | ------------------------------------------------------------ | --------------------------- | ---------- | ----------------------------------------------------- |
| Brüssel                                  |         |         | Cathédrale des Saints Archanges Michel et Gabriël (Standort) | Russisch-Orthodox           |            |                                                       |
| Brüssel                                  |         |         | Sainte-Trinité (Standort)                                    | Russisch-Orthodox           |            |                                                       |
| Ixelles/Elsene                           |         |         | Sainte-Marie-Madelaine (Standort)                            | Armenisch-Apostolisch       | 1986- 1990 |                                                       |
| Molenbeek-Saint-Jean/Sint-Jans-Molenbeek |         |         | Sainte-Sava (Standort)                                       | Serbisch-Orthodox           | 1925       | Ursprünglich katholisch; seit 2010 serbisch-orthodox. |
| Schaerbeek/Schaarbeek                    |         |         | Bethelkerk (Standort)                                        | Freie Evangelische Gemeinde |            |                                                       |
| Schaerbeek/Schaarbeek                    |         |         | Sainte-Marina (Standort)                                     | Griechisch-Orthodox         |            |                                                       |
| Schaerbeek/Schaarbeek                    |         |         | Saint-Izozoel (Standort)                                     | Syrisch-Orthodox            |            |                                                       |
| Schaerbeek/Schaarbeek                    |         |         | Saint-Kliment-Ohridski (Standort)                            | Bulgarisch-Orthodox         |            |                                                       |
| Uccle/Ukkel                              |         |         | Saint-Hiob (Standort)                                        | Russisch-Orthodox           | 1936- 1938 |                                                       |